# Phytomyza scaligeriae
Phytomyza scaligeriae este o specie de muște din genul Phytomyza, familia Agromyzidae, descrisă de Erich Martin Hering în anul 1967. Conform Catalogue of Life specia Phytomyza scaligeriae nu are subspecii cunoscute.